# Jean-Claude Billong
Jean-Claude Billong, né le 28 décembre 1993 à Paris 13e est un footballeur international camerounais évoluant au poste de défenseur central.

## Biographie

### Carrière en club
Lors de la saison 2017-2018, il participe à cinq matchs de Ligue des champions avec Maribor. 
Lors de cette même saison, il rejoint le Benevento Calcio lors du mercato hivernal. Le transfert est estimé à 2 millions d'euros.